# 訃報 1981年12月
訃報 1981年12月（ふほう 1981ねん12がつ）では、1981年（昭和56年）12月中に物故した、又は物故が報じられた人物についてまとめる。

## （1日 - 15日）
- 12月1日 - 石島房太郎、日本の俳優（* 1903年）
- 12月6日 - ハリー・ハーロウ（英語版）、アメリカ合衆国の心理学者（* 1905年）
- 12月10日 - 村山道雄、日本の政治家、元山形県知事（* 1902年）
- 12月10日 - ローランド・ペティット（英語版）、アメリカ合衆国の化学者（* 1927年）
- 12月11日 - 田辺茂一、日本の出版事業家・文化人、紀伊國屋書店創業者（* 1905年）
- 12月14日 - クラレンス・オールドフィールド、南アフリカ共和国の陸上競技選手（* 1899年）
- 12月14日 - ナサニエル・ベンチリー、アメリカ合衆国の作家（* 1915年）
- 12月14日 - 松本善登、日本の元騎手（* 1933年）

## （16日 - 31日）

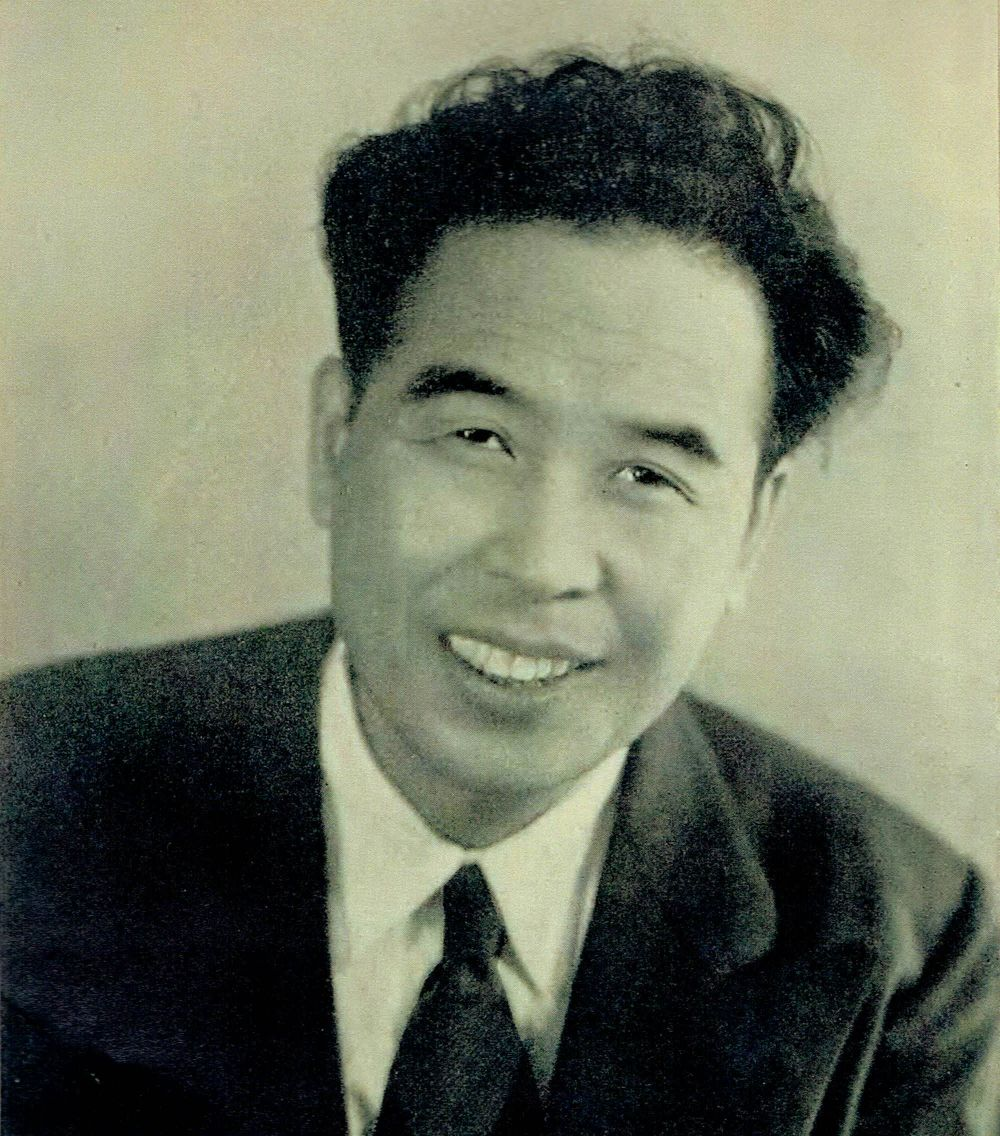
比佐芳武／12月17日没

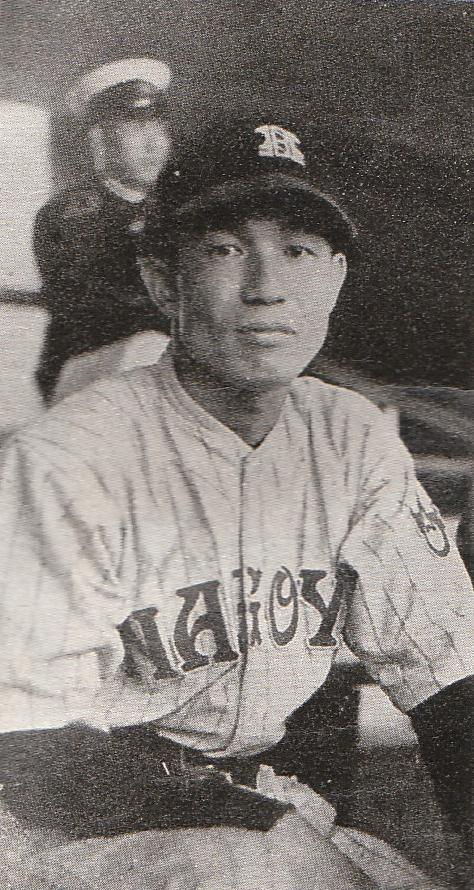
桝嘉一／12月18日没

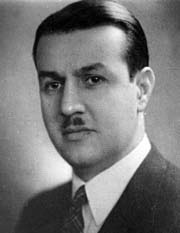
スアト・ハイリ・ウルギュプリュ／12月26日没

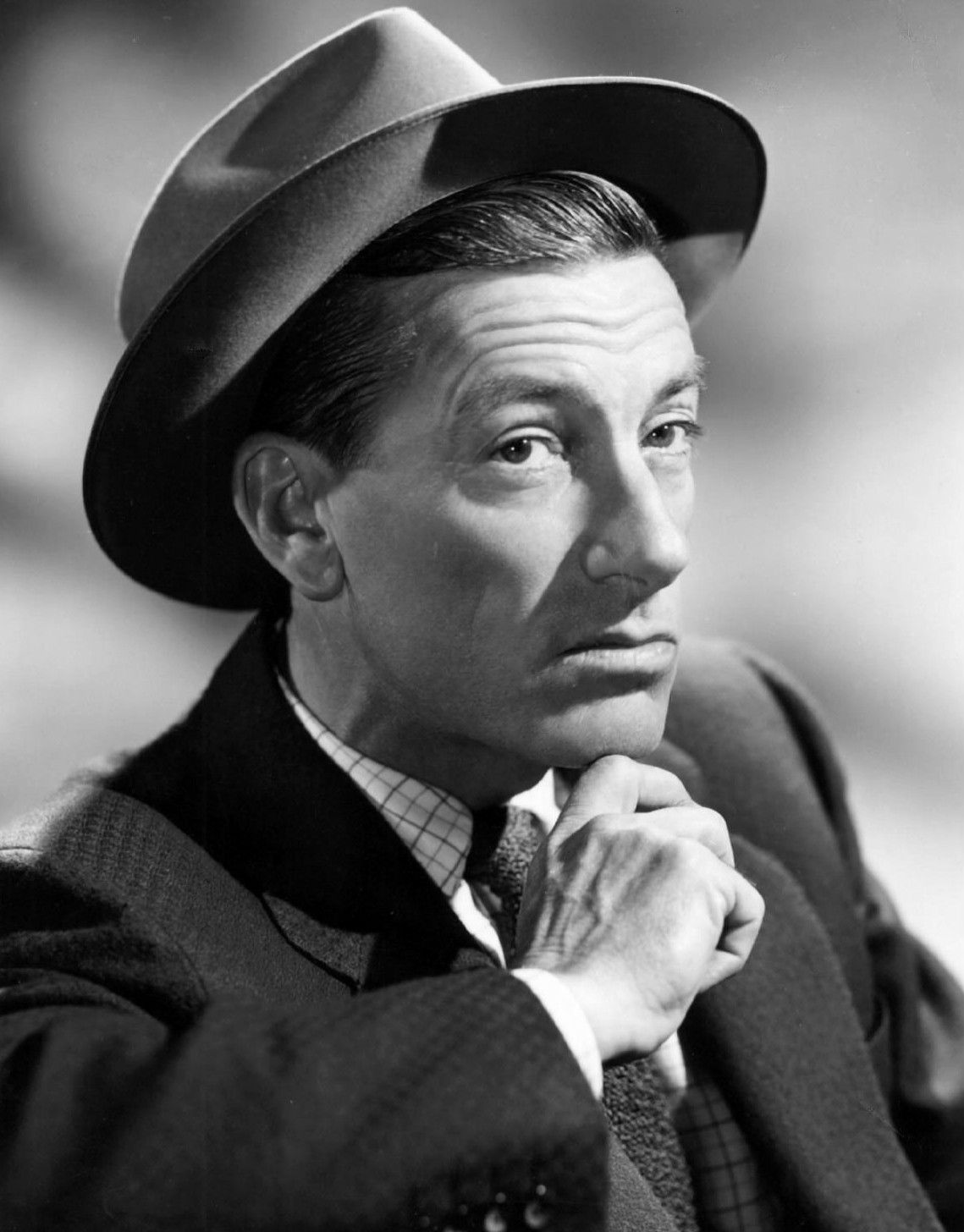
ホーギー・カーマイケル／12月27日没

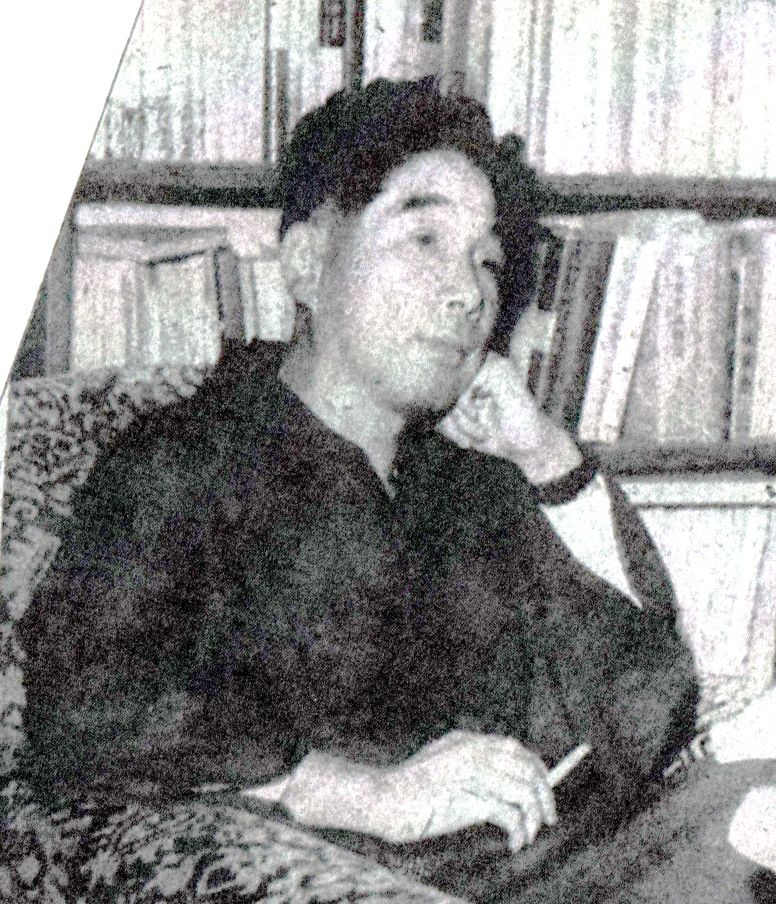
横溝正史／12月28日没

- 12月17日 - モーリス・ハギンズ、アメリカ合衆国の化学者（* 1897年）
- 12月17日 - 比佐芳武、日本の脚本家（* 1904年）
- 12月18日 - 桝嘉一[要出典]、日本の元プロ野球選手【産業軍所属】（* 1908年）
- 12月21日 - 青木益次、日本の実業家、青木建設創業者・元社長（* 1904年）
- 12月23日 - 浦松佐美太郎、日本のジャーナリスト・登山家・評論家（* 1901年）
- 12月23日 - ルーサー・H.エヴァンズ（英語版）、アメリカ合衆国の政治学者（* 1902年）
- 12月26日 - ヘンリー・アイリング、アメリカ合衆国の理論化学者（* 1901年）
- 12月26日 - スアト・ハイリ・ウルギュプリュ、トルコの法律家・外交官・政治家、第29代トルコ共和国首相（* 1903年）
- 12月26日 - 中谷千代子、日本の画家、絵本作家（* 1930年）
- 12月27日 - ホーギー・カーマイケル、アメリカ合衆国の作曲家・歌手・ピアニスト（* 1899年）
- 12月27日 - チャールズ・エヴァンス、イギリスの軍人・イギリス海軍の士官、大西洋連合軍副最高司令官（* 1908年）
- 12月28日 - 横溝正史、日本の小説家・推理作家（* 1902年）
- 12月29日 - 角田司馬太郎、日本の実業家、ツノダ創業者・元社長（* 1904年）
- 12月30日 - 荒木精之、日本の小説家・思想家・文化運動家（* 1907年）